# تیم ملی فوتبال زنان مالدیو
تیم ملی فوتبال زنان مالدیو (انگلیسی: Maldives women's national football team) نماینده فوتبال زنان این کشور در رده ملی است و تحت نظارت فدراسیون فوتبال مالدیو قرار دارد.